# Osman Elis Martínez
Osman Ezequiel Elis Martínez (n. San Pedro Sula, Honduras, 25 de noviembre de 1993) es un futbolista hondureño. Juega de mediocampista. 
Es el hermano mayor de Alberth Elis, quien jugó para el  Monterrey de la Primera División De la Liga MX de México, el  Houston Dynamo de la liga MLS de Estados Unidos, actualmente juega en el Stade Brestois de la primera división de Francia

## Clubes
| Club               | País       | Año         |
| ------------------ | ---------- | ----------- |
| Atlético Choloma   | Honduras   | 2012        |
| Santos de Guápiles | Costa Rica | 2015        |
| Social Sol         | Honduras   | 2016        |
| Chorrillo          | Panamá     | 2017        |
| Honduras Progreso  | Honduras   | 2018 - 2019 |
| Olancho FC         | Honduras   | 2020        |